# Їнсянь
Інсянь (спрощ.: 应县; піньїнь: Yìng xiàn) — повіт міського округу Шочжоу, що в китайській провінції Шаньсі.

## Адміністративний поділ
Повіт поділяється на 3 селища та 9 волостей.